# 金槍魚妹妹想被人吃掉！
《金槍魚妹妹想被人吃掉！》是創作的日本漫畫。2021年12月18日發售的《Manga Time Kirara MAX》2022年2月號至4月號客串連載，正式連載於2022年3月19日發售的《Manga Time Kirara MAX》2022年5月號至2023年11月17日發售的《Manga Time Kirara MAX》2024年1月號。作品曾被提名到「2023下一部人气漫画大赏」。

## 登場人物
白濱海咲
喜歡吃金槍魚。對海釣有興趣。
金槍魚
金槍魚變身而成的少女。因為「用一本釣釣上自己的那個人就是命中注定的對象」的傳說，所以一直想著怎麼讓白濱海咲把自己吃掉。
青海凪砂
白濱海咲的朋友。擅長料理。不經常釣魚。
旗魚
旗魚變成的少女。對人類有很大敵意。
指原波音
白濱海咲的同班同學、風紀委員。
小藍
養殖場的藍鰭金槍魚變成的女性。借住在指原波音的家中。

## 出版書籍
| 冊數 | 芳文社         | 芳文社             |
| 冊數 | 發售日期       | ISBN               |
| ---- | -------------- | ------------------ |
| 1    | 2022年12月26日 | ISBN 9784832274297 |
| 2    | 2023年12月26日 | ISBN 9784832295148 |